# Вулканический геопарк Кула
Вулканический геопарк Кула (тур. Kula Volkanik Jeoparkı) — охраняемая территория геологического наследия в Куле, Маниса, западная Турция. Глобальный геопарк ЮНЕСКО с 2013 года, единственный геопарк Турции.

## Место нахождения
Вулканический парк расположен в провинции Маниса на западе Турции и занимает площадь около 300 км2 (120 кв. миль) . В ильче Кула и Салихли. Высота местности поднимается от 200 м (660 футов) в Салихлы до 600 м (2000 футов) в Куле.

## История
Вулканическое поле впервые было описано древнегреческим географом Страбоном (64 или 63 г. до н. э. — ок. 24 г. н. э.) в энциклопедии Geographica, под именем Катакекаумене. Катакекаумене означает «выжженная земля» или «выжженная страна» и относится к угольно-черному цвету лавы в спящем вулкане Кула . Вулканическое поле привлекало многих путешественников и исследователей, в том числе Джорджа Кеппеля (1830 г.), Уильяма Гамильтона и Хью Эдвина Стрикленда (1841 г.), Чарльза Тексье, Бреша и Антона фон Премерштейн (1891 г.), Генри Стивенса Вашингтона (1900 г.) и Альфреда Филиппсона (1914 г.). Современное название Кула происходит от общетюркского слова «зола».

## Геопарк
В ноябре 2011 года была подана заявка в Европейскую сеть геопарков и ЮНЕСКО. Геопарк Кула стал первым геопарком-кандидатом Турции в Европейскую сеть геопарков и ЮНЕСКО в марте 2013 года. В сентябре 2013 года он был признан первым и единственным геопарком страны Европейской сетью глобальных геопарков и Глобальной сетью геопарков, поддерживаемой ЮНЕСКО.
В июне 2013 года геопарк был открыт для туризма после строительства объектов, включая пешеходные дорожки и центр для посетителей. Чем больше 12 км (7,5 миль) длинные тропы, оборудованные информационными панелями, соединяют самые интересные геосайты геопарка. Центр для посетителей — это информационный центр для туристов и музей естественной истории для обучения геологии.

## Геология
Геологическое строение геопарка носит сложный характер и обусловлено активной тектоникой Эгейского региона. Это одно из геологически самых молодых вулканических полей в Турции. Три фазы извержений имели место в вулканизме четвертичного периода, примерно 1,1 млн, 300 тыс. и 15 тыс. лет назад.

### Конусы и кратеры

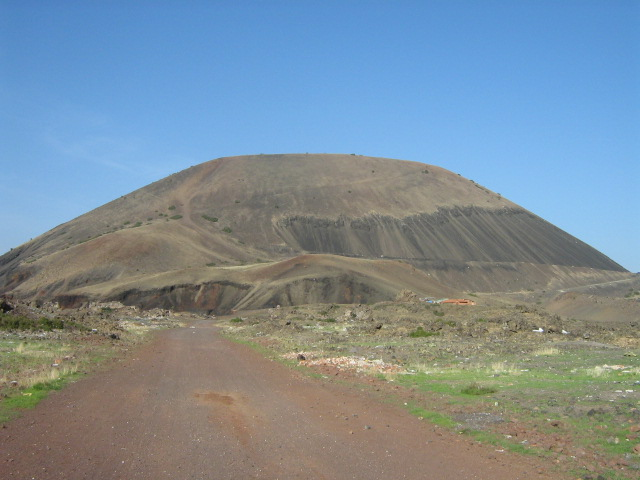
Шлаковый конус в геопарке Кула

В геопарке насчитывается 80 шлаковых конусов и пять мааров. Высота конусов мелкого шлака не превышает 150 м (490 футов).

### Лавовые пещеры и лавовые трубы
Лавовые трубы или пещеры были образованы лавовым потоком на своем пути. Лавовые трубки образуются, когда активный поток лавы с низкой вязкостью затвердевает и образует кровлю из твердой корки над все еще текущим лавовым потоком. В то время как некоторые лавовые пещеры легко доступны, в другие можно попасть только с помощью специального оборудования для пещер.

### Базальтовые колонны
Характерные базальтовые столбы, называемые «бургазскими вулканитами» (башенные вулканиты), образуются на первом этапе лавового потока. Когда густой поток лавы быстро остывает, нарастают силы сжатия. В то время как усадка в вертикальном направлении не образует трещин, сеть трещин, образованных горизонтальной усадкой, развивает базальтовые колонны. Базальтовые колонны в селах Сарныч и Чакырджа выше 20 м (66 футов).

### Эрозионные столбы
Основная часть столбов расположена в пределах границы парка на трассе Измир — Анкара D300/E96 возле села Юртбаши. Они образуются, когда относительно мягкая порода покрывается более твердым камнем; более мягкая порода вымывается атмосферными факторами, оставляя покрытие из более твердого материала, более устойчивого к эрозии. Процесс формирования продолжается, и пока одни столбы рушатся, формируются новые.

### Доисторические следы
В 1954 году во время строительных работ возле вулканического конуса Чакаллар было обнаружено более 200 окаменелых следов. На месте происшествия осталось лишь несколько таких следов. Считается, что следы принадлежат трем людям, идущим по склону. Анализ возраста показывает, что следам 10 000-12 000 лет, что соответствует эпохе мезолита Анатолии. Эти следы, свидетельствующие об одном из древнейших взаимодействий человека и действующих вулканов в Анатолии, очень важны для научных и образовательных целей.

## Галерея

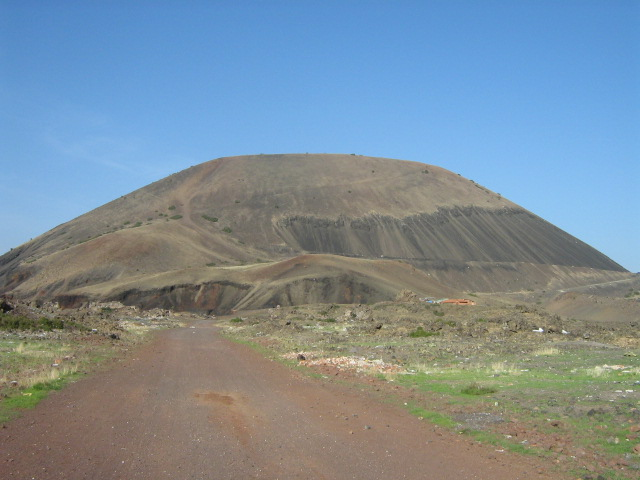
Вулкан
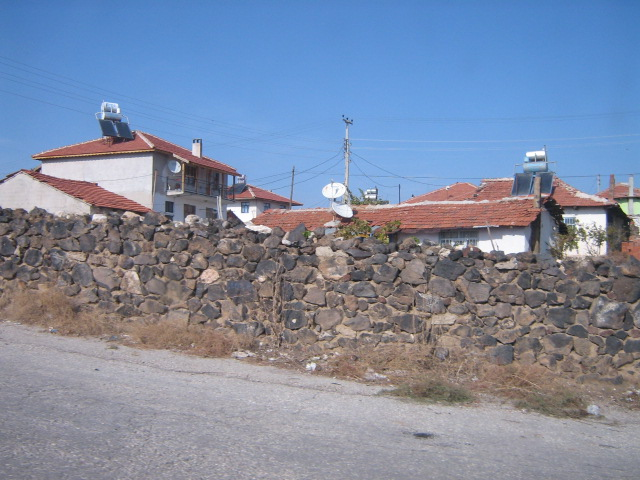
Забор из кусков лавы с вулкана в Куле
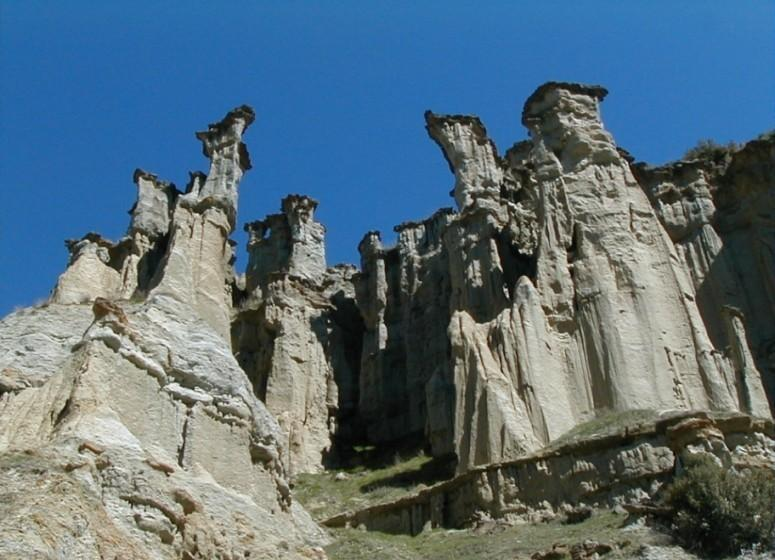
Эрозионные столбы в геопарке Кула